# Mistrzostwa Świata w Piłce Ręcznej Mężczyzn 2025 (składy)
Artykuł grupuje szerokie składy reprezentacji narodowych, występujących w mistrzostwach świata w piłce ręcznej mężczyzn 2025, rozegranych w Chorwacji, Danii i Norwegii w dniach od 14 stycznia do 2 lutego 2025.

## Grupa A

### Czechy
Źródło

### Niemcy
Źródło

### Polska
Źródło

### Szwajcaria
Źródło

## Grupa B

### Algieria
Źródło

### Dania
Źródło

### Tunezja
Źródło

### Włochy
Źródło

## Grupa C

### Austria
Źródło

### Francja
Źródło

### Katar
Źródło

### Kuwejt
Źródło

## Grupa D

### Gwinea
Źródło

### Holandia
Źródło

### Macedonia Północna
Źródło

### Węgry
Źródło

## Grupa E

### Brazylia
Źródło

### Norwegia
Źródło

### Portugalia
Źródło

### Stany Zjednoczone
Źródło

## Grupa F

### Chile
Źródło

### Hiszpania
Źródło

### Japonia
Źródło

### Szwecja
Źródło

## Grupa G

### Islandia
Źródło

### Kuba
Źródło

### Republika Zielonego Przylądka
Źródło

### Słowenia
Źródło

## Grupa H

### Argentyna
Źródło

### Bahrajn
Źródło

### Chorwacja
Źródło

### Egipt
Źródło